# Тибан Реждо Турен
Тибан Реждо Турен, Літаюча мечеть — мечеть в Індонезії, в штаті Маланг.
Збудована за часів правління династії Жин. Будівля поєднує індійський, індонезійський, китайський та турецький стиль ісламського зодчества. Будівля мечеті рясно прикрашена. Зовнішній декор виконаний у поєднанні білих, блакитних, синіх та блакитних тонів. Таке колірне рішення було обрано невипадково. Архітектори вирішили побудувати мечеть, яка б нагадувала про палац, що існує в Раю. Висока брама веде до головного входу в мечеть. Вони прикрашені двома конусоподібними блакитними банями. Як і основний будинок мечеті, ворота розписані візерунками арабської каліграфії у синьо-білій гамі. Рослинні орнаменти на мозаїці виготовлені вручну. У мечеті — 10 поверхів, які з'єднані гвинтовими сходами. Також є зали, які призначалися для богослужіння монарших осіб Індонезії. На 2 та 3 поверхах мечеті розташувався своєрідний історичний музей. На верхніх ярусах є штучна печера зі сталактитами та сталагмітами, які дуже схожі на справжні. Прилегла до мечеті територія досить простора. Тут є їдальня, де подають халяльну їжу, а стіни прикрашені накресленими іменами Всевишнього. Неподалік розташувався дитячий майданчик. Навколо мечеті розбито квітучий фруктовий сад, який ніби оперізує будівлю. Тут же можна побачити і невелику мечеть, що примикає до основної. Вона розташована трохи нижче, ніж решта будівель комплексу, а в її архітектурному оформленні переважає білий колір.